# یواس‌اس ترنتون (سی‌ال-۱۱)
یواس‌اس ترنتون (سی‌ال-۱۱) (به انگلیسی: USS Trenton (CL-11)) یک کشتی بود که طول آن ۵۵۵ فوت ۶ اینچ (۱۶۹٫۳۲ متر) بود. این کشتی در سال ۱۹۲۳ ساخته شد.